# Infralapsarisme
Infralapsarisme (Latijns infra = binnen/onder, lapsus = zondeval) is een manier om de leer van de predestinatie te verklaren. De alternatieve manier is het supralapsarisme. Kort samengevat gaat het erover hoe de mens voorkomt in het besluit van Gods verkiezing (predestinatie), is dat in gevallen (infralapsarisme) of in ongevallen (supralapsarisme) staat.
Het infralapsarisme leert dat God eerst de schepping en de val besloten heeft en daarna de uitverkiezing. Iemand die deze theorie aanhangt wordt een infralapsarieër of een benedenvaldrijver genoemd. De infralapsariërs stellen het zo, zodat het vlees (of de mens) dat zich tegen God verheft, makkelijker bedwongen zou worden, omdat alle mensen als even grote zondaars door God werden aangemerkt in de predestinatie.

## Overeenkomsten met hetsupralapsarisme
- Zowel infra- als supralapsariërs geloven dat God alles van eeuwigheid besloten heeft, dus ook de val.
- Zowel infra- als supralapsariërs belijden dat God de mensen niet uitverkoren heeft om voorgezien geloof, maar naar Zijn welbehagen, dus dat de oorzaak van de predestinatie in God ligt.
- Zowel infra- als supralapsariërs belijden dat de mens geen vrije wil heeft, maar dat zijn wil totaal verdorven is.
- Zowel infra- als supralapsariërs belijden dat er geen tijdsduur in Gods besluiten (van eeuwigheid) is, zodat het voor- en na geen tijdsaanduiding is, maar een orde in besluiten.

Om dit nog eens helder te stellen: zowel infra- als supralapsariërs belijden dat de predestinatie plaatsvond in de eeuwigheid, voordat de tijd gemaakt werd en dus ook voor de val plaatsvond.

## Verschillen met hetsupralapsarisme
Volgens Jacobus Trigland bestaat het verschil in de definitie van het woord predestinatie:
De supralapsariërs nemen het woord predestinatie wat ruimer. Bij hen bevat dit niet alleen het besluit m.b.t. de voorbeschikking (verkiezing en verwerping) van de mens, maar ook van alle middelen die daarbij horen, zoals de schepping en de val, maar ook het mens worden van Christus.
De infralapsariërs nemen het woord predestinatie beperkter, en passen dit alleen toe op de verkiezing van de mens en de middelen die daarbij horen, zoals het mens worden van Christus. Daarom rekenen zij de schepping en de val tot de algemene voorzienigheid van God, maar niet tot de predestinatie.
De remonstranten probeerden van deze twee opvattingen, die toen beide getolereerd werden, gebruik te maken, door er een derde bij te voegen, namelijk: dat de mens in het besluit van Gods verkiezing zou voorkomen als gelovig of ongelovig en dat Gods beslissing (in de predestinatie) daarvan zou afhangen.
Hierbij kon de overeenkomst die er tussen infra- en supralapsariërs wel was, (namelijk dat God de mensen niet uitverkoren heeft om voorgezien geloof, maar naar Zijn welbehagen) niet blijven staan. Daarom hebben de infra- en supralapsariërs het samen opgenomen tegen de remonstranten op de Dordtse synode. Het is dus absoluut een misverstand dat het conflict dat op de Dordtse synode besproken werd zijn oorsprong vond in het verschil tussen infra- en supralapsariërs. Dat blijkt ook uit het feit dat de synode geen uitspraak in dit geschil heeft gedaan.

## Puntsgewijs
De logische volgorde van de besluiten in het infralapsarisme zijn:
1. Gods besluit ter verheerlijking van hemzelf door de schepping van het menselijke ras.
2. Het besluit om de zondeval toe te staan;
3. Het besluit om sommigen van de gevallenen te verkiezen tot heil en om anderen te verwerpen en te veroordelen voor hun zonden (predestinatie).
4. Het besluit om in redding te voorzien voor de gekozenen door middel van Jezus Christus.

## Voetnoten
1. ↑  De recht-gematigde Christen, Jacobus Trigland, 90 bladzijden ISBN 978-9-066-99006-7 (vanaf bladzij 49)